# Olena Trehub
Olena Trehub (ukrainisch Олена Трегуб; * 15. September 1982 in Kiew) ist eine führende Persönlichkeit im Bereich der ukrainischen Verteidigung und Korruptionsbekämpfung.

## Leben
Olena Trehub studierte an der Nationalen Universität Kiew-Mohyla-Akademie und schloss ihr Studium mit einem Bachelor in Politikwissenschaft ab. Auf Postgraduiertenebene studierte sie an der Central European University in Budapest und der Fletcher School of Law and Diplomacy an der Tufts University, wobei sie sich auf internationale Beziehungen und öffentliche Ordnung spezialisierte. Sie begann ihre Karriere im Journalismus und in den internationalen Beziehungen und konzentrierte sich dabei auf Politikanalyse und Interessenvertretung.
Trehub wird für ihre Beiträge im Bereich der Korruptionsbekämpfung und Regierungsführung sowohl in der Ukraine als auch international anerkannt. Derzeit ist sie Geschäftsführerin des Ukrainischen Unabhängigen Antikorruptionskomitees (NAKO).
Trehubs Arbeit konzentriert sich auf die Förderung von Transparenz und Integrität in der Ukraine, mit besonderem Schwerpunkt auf Bemühungen zur Korruptionsbekämpfung, insbesondere im Verteidigungssektor.